# Triller TV
Triller TV, noto precedentemente come FITE e attualmente commercializzato come TrillerTV powered by FITE, è un servizio di streaming video statunitense con sede a Sofia, in Bulgaria e a Uniondale, New York.
Di proprietà di Flipps Media, Inc. e gestito dalla società madre Triller, Inc., TrillerTV è dedicato alla programmazione di sport da combattimento (tra cui boxe, kickboxing, arti marziali miste, wrestling e submission grappling). Il servizio distribuisce contenuti in chiaro, eventi in pay-per-view e pacchetti SVOD. A dicembre 2023, il servizio contava oltre 8 milioni di utenti registrati in tutto il mondo.
Tra i pacchetti di abbonamento disponibili su TrillerTV vi sono NWA All Access della National Wrestling Alliance (NWA), AEW Plus della All Elite Wrestling (AEW), e il servizio di streaming TNA+ della Total Nonstop Action Wrestling (TNA), tra gli altri.

## Storia

### FITE (2016-2023)

Logo utilizzato da FITE.

Fondata nel 2012, Flipps Media e la sua omonima app si sono concentrate su contenuti in streaming online, tra cui intrattenimento ed eventi sportivi. Il 4 gennaio 2015, Flipps ha trasmesso in streaming la presentazione dell'evento Wrestle Kingdom 9 della New Japan Pro-Wrestling a opera della Global Force Wrestling.
Il 9 febbraio 2016, Flipps Media ha lanciato FITE (nota anche come FITE TV).
Nell'aprile 2019, FITE ha fornito ufficialmente la trasmissione internazionale in streaming per la compagnia di wrestling All Elite Wrestling (AEW), compresi i suoi spettacoli televisivi settimanali e gli eventi in pay-per-view. A settembre dello stesso anno, AEW ha annunciato un nuovo pacchetto di abbonamento reso disponibile su FITE, chiamato “AEW Plus”, per gli spettatori al di fuori degli Stati Uniti, il quale consente loro di accedere alla libreria della federazione.
Nell'aprile 2020 è stata lanciata una nuova opzione di abbonamento mensile, chiamata FITE+, che include l'accesso agli eventi live in pay-per-view e ai cataloghi di varie promozioni di sport da combattimento.
Nell'ottobre 2020, FITE ha iniziato ad offrire la copertura di eventi calcistici, acquisendo i diritti per le qualificazioni CONMEBOL per la Coppa del Mondo FIFA 2022.
Il 14 aprile 2021, Triller ha acquisito la piattaforma per una cifra non rivelata, in vista del primo evento Triller Fight Club, con l'incontro di boxe Jake Paul vs. Ben Askren.
Nel 2021, FITE ha iniziato a trasmettere eventi di grappling professionale dopo che Third Coast Grappling si è trasferita sulla piattaforma abbandonando FloGrappling. Nel gennaio 2023, è stato annunciato che la promozione di grappling Fight 2 Win avrebbe lasciato anch'essa FloGrappling e avrebbe firmato un accordo esclusivo di due anni con FITE.
Nel 2022, FITE ha trasmesso i tornei della Coppa del Mondo di Rugby a 13 2021, ritardati dalla pandemia, in diversi territori tra cui Germania, Italia, Spagna e America, con la maggior parte delle partite del torneo maschile disponibili in pay-per-view e tutte le altre partite in onda su FITE+.
Nel febbraio 2023, FITE ha annunciato che tutti gli eventi del Bare Knuckle Fighting Championship (BKFC) sarebbero stati inclusi in FITE+. I precedenti eventi del BKFC erano stati offerti come eventi standalone in pay-per-view sul servizio. L'anno precedente Triller aveva acquisito la maggioranza della promozione.
Il 2 maggio 2023, la FITE ha annunciato una nuova partnership con la Major League Wrestling (MLW) per trasmettere eventi dal vivo attraverso FITE+, con il primo evento MLW Never Say Never l'8 luglio dello stesso anno.
Il 30 giugno 2023, il Colosseum Tournament è stato rilanciato su FITE dopo una pausa di quattro anni.

### TrillerTV (2023-presente)
Nel dicembre 2023, FITE è stata ribattezzata Triller TV (stilizzata come TrillerTV e commercializzata come TrillerTV powered by FITE) per allineare maggiormente il servizio alla sua società madre.
Nel maggio 2024, Eric Winter (ex Rivals.com e UFC Fight Pass) è stato nominato presidente e direttore operativo di TrillerTV, prima che la società madre, Triller, venisse quotata in borsa a NASDAQ.